# Begegnung und Gespräch – Ökumenische Beiträge für Erziehung und Unterricht
Begegnung und Gespräch – Ökumenische Beiträge für Erziehung und Unterricht ist eine ökumenische Zeitschrift, die sich seit ihrem Erscheinen im Jahr 1969 als kostenlose Beilage von Verbandszeitschriften an Lehrkräfte, Pfarrerinnen, Pfarrer und Interessierte richtet. Die Auflagenhöhe der Printform beträgt ca. 67.000 Exemplare. Im Lauf der Zeit hat sich jedoch der Adressatenkreis erheblich erweitert.
Während die Zeitschrift in ihren früheren Ausgaben bezüglich der Themenauswahl stärker meditativ ausgerichtet war, greift sie nunmehr auch aktuelle gesellschaftspolitische und pädagogische Fragestellungen aus ökumenischer Sicht auf, bringt Anregungen aus Kunst und Kultur sowie zeitgemäße spirituelle Beiträge.

## Geschichte
Die Zeit Ende der 1960er Jahre war auch in Bayern von heftigen Diskussionen im Übergang von der Konfessionsschule zur christlichen Gemeinschaftsschule geprägt. 1968 wurden schließlich die bayerischen Konfessionsschulen in Gemeinschaftsschulen umgewandelt. Der damalige Präsident des Bayerischen Lehrerinnen- und Lehrerverbandes (BLLV), Wilhelm Ebert, brachte in einem persönlichen Gespräch mit Julius Kardinal Döpfner (München) spontan den Vorschlag der Gründung einer jährlich viermal erscheinenden Beilage zur eigenen Verbandszeitschrift ein. Sowohl von beiden Kirchen als auch von staatlicher Seite wurde Eberts Vorschlag gerne aufgegriffen.
Dies bedeutete, den Mitgliedern der beiden großen Lehrerverbände Anregungen zu geben, sich mit unterschiedlichen Fragen und Problemen bei der Konkretisierung einer christlichen Gemeinschaftsschule auseinanderzusetzen. Im ökumenischen Geist – ohne kirchliche Bevormundung und konfessionelle Einschränkung – sollte dies realisiert werden.
Als Name der achtseitigen Zeitschriftenbeilage wurde festgelegt: „Begegnung und Gespräch – Ökumenische Beiträge zu Erziehung und Unterricht“. Für die Zusammenstellung der Beiträge zeichneten am Anfang verantwortlich: Kurat Hermann Heyer, kurz darauf Rektor Elmar Gruber (beide kath.) und von evangelischer Seite Oberschulrat Fritz Vogtmann.
So konnte am 1. März 1969 Begegnung und Gespräch zuerst als vierteljährlich erscheinende Beilage der Verbandszeitschriften Bayerische Schule (BLLV) und Christ und Bildung (KEG) aus der Taufe gehoben werden. Später folgten die Aufnahmen bei der Gymnasialpädagogischen Materialstelle (GPM) und bei dem Verband für katholische Religionslehrer und Religionslehrerinnen an Gymnasien in Bayern e.V. (KRGB). Darüber hinaus hat die Zeitschrift im Lauf der Zeit auch außerhalb Bayerns bei Nicht-Verbandsmitgliedern und in Hochschulkreisen Verbreitung und großes Interesse erfahren.
Die Redaktionsmitglieder arbeiten im Auftrag des Katholischen Schulkommissariats Bayern und des Evangelischen Landeskirchenamtes Bayern sowie in enger Zusammenarbeit mit dem Religionspädagogischen Zentrum in Bayern (rpz-bayern.de) und dem Religionspädagogischen Zentrum Heilsbronn (rpz-heilsbronn.de).

## Ehemalige Redaktionsmitglieder
- Hermann Meyer (kath.): 1969–1970
- Pfarrer Elmar Gruber (kath.): 1970–2011
- Rudolf E. Skonietzki (kath.): 1981–1985
- Leo Hermanutz (kath.): 1992–2005
- Fritz Vogtmann (Oberschulrat, ev.): 1969–1971
- Günter Krüger (ev.): 1971–1990
- Walter Zwanzger (ev.): 1990–2001
- Rudolf Kleinöder (ev.): 2001–2006

## Gestaltung und Layout
- Brigitte Karcher: 1975 bis 1995
- Christoph Ranzinger: ab 1995

## Derzeitige Redaktionsmitglieder
- Siegfried Kratzer (ev.)
- Matthias Pfeufer (kath.)
- Christoph Ranzinger (kath.) Layout

## Print- und Digitalform
Bis Ende 2003 erschien Begegnung und Gespräch viermal im Jahr. Mit dem Jahr 2003 erfolgte aus Kostengründen eine Reduzierung auf drei Ausgaben pro Jahr; der Übergang zum Farbdruck fand ab 2005 statt. Über die Internetseite „www.lehrerbibliothek/Bug“ standen die Artikel im pdf-Format ab 2000 auch zum Download bereit. Bedingt durch eine erneute Kosteneinsparung musste die Druckausgabe auf vier Seiten begrenzt werden. Gleichzeitig damit erfolgte die Einrichtung der eigenen Homepage. Somit stehen hier alle BuG-Nummern kostenlos als Online- und pdf-Ausgaben zur Verfügung.

## Gruber-Kalender
Über Jahrzehnte hinweg bis zu seinem Tod hat Elmar Gruber Begegnung und Gespräch mit seinen meditativen und spirituellen Beiträgen in besonderer Weise geprägt. Seit 1976 erschien auch jährlich der von ihm gestaltete Monatskalender als Bestandteil einer Ausgabe von Begegnung und Gespräch. Der Verein Strahlkraft – Lebendiges Gedankengut von Pfarrer Elmar Gruber e.V. gibt auch weiterhin – posthum – den Kalender mit Zitaten aus der vielfältigen Literatur von Elmar Gruber heraus. Mit dessen freundlicher Genehmigung finden sich alle Gruber-Kalender auf der Homepage von Begegnung und Gespräch.